# Aguínskoie (Krasnoiarsk)
|  | Per a altres significats, vegeu «Aguínskoie». |

Aguínskoie (en rus: Агинское) és un poble del krai de Krasnoiarsk, a Rússia, segons el cens del 2017 tenia 5.584 habitants. És la seu administrativa del districte municipal homònim.